# Saint-Meslin-du-Bosc
Saint-Meslin-du-Bosc település Franciaországban, Eure megyében. Lakosainak száma 308 fő (2022. január 1.).

## Népesség
A település népessége az elmúlt években az alábbi módon változott:
| Lakosok száma | 76   | 95   | 140  | 210  | 274  | 289  | 284  | 289  | 299  | 308  |
|               | 1968 | 1982 | 1990 | 2006 | 2013 | 2015 | 2017 | 2019 | 2020 | 2022 |